# Чалеефай, Суда
Суда Чалеефай (тайск. สุดา ชาลีผาย; род. 6 июня 1987) — тайская тяжелоатлетка, выступающая в весовой категории до 53 килограммов. Призёр чемпионата мира.

## Биография
Суда Чалеефай родилась 6 июня 1987 года.

## Карьера
На чемпионате мира среди юниоров 2003 года Суда Чалеефай выступала в весовой категории до 48 килограммов. Спортсменка не справилась с упражнением «рывок», но продолжила соревнования и подняла 97,5 кг в толчке. В том же году на взрослом чемпионате мира в Ванкувере она подняла 77,5 кг в рывке и те же 97,5 кг в толчке, заняв итоговое восьмое место с результатом 175 килограммов.
На чемпионате мира среди юниоров 2005 года тайская тяжелоатлетка стала бронзовым призёром в весовой категории до 53 килограммов с результатом 186 кг (82 + 104). На взрослом чемпионате мира в Дохе Суда Чалеефай улучшила свой личный рекорд до 206 кг (90 + 116), но не сумела завоевать медаль, став четвёртой.
На чемпионате мира среди юниоров 2006 года Суда Чалеефай завоевала золотую медаль с результатом 207 кг (92 + 115). В том же году на чемпионате мира в Санто-Доминго она показала абсолютно такой же результат, который принёс ей бронзовую медаль в сумме двух упражнений.
Став медалистом взрослого чемпионата мира, Суда Чалеефай продолжила выступать на юниорском уровне, но на чемпионате мира 2007 года её вновь постигла неудача в рывке. В том же году на взрослом чемпионате мира она заняла шестое место в весовой категории до 53 килограммов с результатом 204 кг (92 + 112).
В 2008 году Суда Чалеефай приняла участие на тестовом турнире на олимпийской арене в Пекине, где завоевала бронзу. На чемпионате Азии 2008 завоевала серебряную медаль с результатом 207 кг (93 + 114).